# Yamaha V-Max
Yamaha V-Max — мотоцикл  класса крузер, производства Yamaha Motor. Выпускается с 1985 года; известен благодаря своему мощному двигателю V4 и оригинальному дизайну. Получил  титул «Мотоцикл года» по версии Cycle Guide (1985).  В 2008 году, название V-Max было заменено на VMAX.

## История
Для разработки дизайна мотоцикла был приглашен английский дизайнер Джон Рид. Взяв за основу Yamaha Venture Royale, Рид создал мощный круизер.
Сразу после выпуска первой модели в 1985 году, V-Max снискал признание критиков и был назван «Мотоциклом года» по версии Cycle Guide. Несмотря на продажи не только в Японии, но и за рубежом, V-Max выпускался с незначительными модификациями относительно первой выпущенной модели. Быстрый разгон мотоцикла нельзя было не отметить, однако также нельзя было не заметить недостаточную манёвренность и весьма мягкую подвеску.
Несмотря на небольшие изменения модели в 1993 году, когда был увеличен диаметр вилки для минимизации вобблинга на больших скоростях, были установлены четырёх-поршневые тормозные суппорты и прочие модификации повышающие управляемость и безопасность мотоцикла, модель 2008 года выглядела также как и оригинал 1985 года.
До 2008 года продажи мотоцикла Yamaha V-Max осуществлялись дочерним подразделением Yamaha Star Motorcycles.

## Общие сведения
В целом, V-Max 2300 мм длиной, 795 мм шириной, и 1160 мм высотой. Двигатель модифицированная версия V4 от Yamaha Venture, были установлены 4 клапана на цилиндр, система распределения DOHC. Впоследствии увеличена степень сжатия до 10,5:1 и добавлена система V-Boost.

### V-Boost
Система V-Boost, при работе двигателя начиная с 6000 об/мин, во впускном коллекторе открывает заслонки между 1 и 2, 3 и 4 цилиндрами. Заслонки открываются полностью. Система подачи смеси V-Boost позволяет получить 40 % прирост максимальной мощности двигателя.

### Модификации
На протяжении многих лет мотоцикл поставлялся в нескольких вариантах комплектации:
| Модель двигателя | Годы производства | Поставлялся              | Максимальная мощность | Крутящий момент | Примечание |
| ---------------- | ----------------- | ------------------------ | --------------------- | --------------- | --- |
| 1FK              | 1985              | США.                     | 145                   | 124             | 35мм карбюратор. V-Boost. Разметка спидометра в милях.                                                                                            |
| 1JH              | 1985              | США (Калифорния).        | 145                   | 124             | Контроль выбросов, изменение работы карбюратора и распределительного вала.                                                                        |
| 1GR              | 1985-1986         | Канада.                  | 145                   | 124             | 35мм карбюратор. V-Boost. Разметка спидометра в км/ч.                                                                                             |
| 1UT              | 1986              | США.                     | 145                   | 124             | Небольшие изменения в сравнении с 1FK. |
| 1UR              | 1986              | США (Калифорния).        | 143                   | 120             | Небольшие изменения в сравнении с 1JH. |
| 2EN              | 1987-1990         | Европа.                  | 122                   | 102             | 35мм карбюратор. Без V-Boost, Разметка спидометра в км/ч. Добавлен выключатель света. Макс мощность при 8500 / мин. Изменения в главной передаче. |
| 2WE              | 1987-1990         | США                      | 145                   | 124             | 35 карбюратор. Изменения в схеме подключения, в отличие от версии 1UT.                                                                            |
| 2WF              | 1987-1990         | США (Калифорния).        | 140                   | 120             | 35 карбюратор. Изменения в схеме подключения, в отличие от версии 1JH.                                                                            |
| 2LT              | 1987-1992         | Канада.                  | 145                   | 124             | 35 карбюратор. Изменения в схеме подключения, системе зажигания 1991, в отличие от версии 1GR.                                                    |
| 2WE              | 1991-1992         | США.                     | 140                   | 120             | Изменения в распределительных валах, системе зажигания, выпускной системе.                                                                        |
| 2WF              | 1991-1992         | США (Калифорния).        | 136                   | 118             | Изменения в распределительных валах, системе зажигания, выпускной системе.                                                                        |
| 2EN              | 1991-1992         | Европа                   | 120                   | 100             | Изменения в вилке, тормозах. |
| 2WE              | 1993-1995         | США                      | 140                   | 120             | Изменения в вилке, тормозах. |
| 2WF              | 1993-1995         | США (Калифорния).        | 136                   | 118             | Изменения в вилке, тормозах. |
| 2LT              | 1993-1995         | Канада.                  | 140                   | 120             | Изменения в вилке, тормозах, выхлопе. |
| 2EN              | 1993-1995         | Европа                   | 120                   | 100             | Изменения в вилке, тормозах. |
| 2WE              | 1996-2001         | США.                     | 136                   | 118             | Изменения в масляном фильтре, редукторе, коробке передач, сцеплении.                                                                              |
| 2WF              | 1996-2001         | США (Калифорния).        | 136                   | 118             | Изменения в масляном фильтре, редукторе, коробке передач, сцеплении.                                                                              |
| 2LT              | 1996-2001         | Канада, Германия.        | 140 (98)              | 120 (100)       | Изменения в масляном фильтре, редукторе, коробке передач, сцеплении.                                                                              |
| 2EN              | 1996-2001         | Европа, Германия(96/97). | 120 (98)              | 100             | Изменения в масляном фильтре, редукторе, коробке передач, сцеплении.                                                                              |
| 3UF              | 1990-1992         | Япония.                  | 140                   | 120             | Ограничитель 190 км/ч. |
| 3UF              | 1993-1995         | Япония.                  | 136                   | 118             | Изменения в вилке, тормозах, выхлопе. |
| 3UF              | 1996-2001         | Япония.                  | 136                   | 118             | Изменения в масляном фильтре, редукторе, коробке передач, сцеплении.                                                                              |

## VMAX
В 2005 году, на 39-м Токийском автосалоне, Yamaha продемонстрировала новую концепт модель V-Max. Было представлено новое шасси, современная тормозная система, а также много иных модификаций.
4 июня 2008 года, Yamaha официально выпустила полностью переработанный VMAX 2009 на рынок Северной Америки и Европы. Полностью алюминиевая рама, двигатель V4 объёмом 1679см3 с жидкостным охлаждением и системой газораспределения DOHC, также добавлена электронная система впрыска смеси Yamaha Chip Controlled Intake (YCC-I), полностью настраиваемая подвеска, антиблокировочная система торможения, скользящее сцепление, топливный бак под сиденьем.
20 сентября 2009 года VMAX вышел на рынок Индии.
На данный момент (2012 год) модель VMAX выпускается без изменений относительно модификации 2009 года

### YCC-I/YCC-T
В отличие от V-Max, где используется карбюратор и система V-Boost, на модели VMAX используется электронное управление впрыском топлива посредством YCC-I и YCC-T.
Yamaha Chip Controlled Intake(YCC-I) — система электронного управления впрыском — система с изменяемой длиной впускного коллектора, начинающая свою работу на скорости вращения двигателя 6650 об/мин. При достижении необходимых оборотов впускные трубки перемещаются сервоприводом, освобождая проход воздуха под ними и изменяя длину впускного тракта со 150 мм до 52 мм. Данная система впрыска была отработана ещё в 2006 году на модели YZF-R1 Первым же мотоциклом с подобной системой впрыска был MV Agusta F4 Tamburini. Автором изобретения является Massimo Tamburini, назвал он её Система смещения крутящего момента(Torque Shift System — TSS). Основным плюсом данной системы является сохранение максимальной мощности при снижении оборотов крутящего момента.
Yamaha Chip Controlled Throttle (YCC-T) — система электронного управления заслонками — система, работающая на новом контроллере G.E.N.I.C.H., посредством сервоприводов управляет заслонками впуска V-Boost, заслонками выпускного коллектора и другими компонентами, вовлечёнными во впуск/выпуск смеси, такими, как модуль зажигания, модуль перемещения системы YCC-I. Основываясь на показаниях датчиков системы впрыска, рассчитывает и устанавливает наилучшее положение заслонок впуска/выпуска, угла опережения зажигания, длительность впрыска топлива в миллисекундах.